# Кучиново
Кучиново (рос. Кучиново) — присілок в Воскресенському районі Нижньогородської області Російської Федерації.
Населення становить 75 осіб. Входить до складу муніципального утворення Нахратовська сільрада.

## Історія
Від 2009 року входить до складу муніципального утворення Нахратовська сільрада.

## Населення
| 1999 | 2002 | 2010 |
| ---- | ---- | ---- |
| 103  | ↘86  | ↘75  |